# Под ватром
Под ватром (енгл. Under Fire) је амерички драмски трилер филм из 1983. године, који је режирао Роџер Спотисвуд, по сценарију Рона Шелтона и Клејтона Фромана.

## Радња
Африка, 1970-те: Фоторепортер Расел Прајс (Ник Нолти) жели да сними неутралне слике грађанског рата у Чаду и међу побуњеницима среће свог старог познаника Оутса (Ед Харис), циничног америчког плаћеника. Он се жали да је ово „усран рат” и да плата, храна и опрема остављају много да их се пожелиш. Зато размишља да оде у Латинску Америку јер тамо има доброг посла за њега. Прајс затим објашњава зачуђеном плаћенику да камион којим се обојица возе не припада владиним трупама и да је плаћеник грешком завршио код побуњеника. Али он не издаје Оутса.
Никарагва, лето 1979: Сукоб између трупа диктатора Сомозе који подржавају Сједињене Државе и левичарских сандиниста под њиховим вођом, командантом Рафаелом, убрзано се интензивира. Прајс путује у главни град Манагву да документује сукоб, за који се нада да ће бити добра прича. Чим је стигао, био је сведок покушаја атентата на агента ЦИА. Прајс покушава да грађанском рату приступи са наивном неутралношћу професионалног фоторепортера („Нисам ни на једној страни, само фотографишем”). Паралелно са главном радњом, описан је развој љубавне везе између Расела и његове колегинице Клер, која је заправо у вези са његовим најбољим пријатељем Алексом Грејзијером (Џин Хекман), што изазива одређене сукобе.
У Никарагви се такође поново сусреће са Оутсом, који је одушевљен својим новим послом у служби режима: добра плата, лак рад и добра америчка опрема. Плаћеник тренутно утоварује у камион ухапшене особе. Он јасно ставља до знања Раселу да ће ово бити њихово последње путовање.
Расела је посебно одушевио лик команданта Рафаела, харизматичног вође побуњеника. Уз помоћ својих сада добрих контаката, покушава да договори интервју са Рафаелом. Алексин преводилац, који је такође у почетку на лицу места као коментатор на америчкој телевизији, помаже јој у контактима и омогућава Прајсу да упозна Рафаела. После наизглед бесконачног путовања кроз џунглу, Прајс стиже у бунтовничко скровиште, али открива да је Рафаел већ мртав – убиле су га Сомозине трупе у ватреној борби неколико дана раније.
Док разочарани Прајс заправо жели да одмах оде, побуњеници га моле да среди снимак на којем се Рафаел појављује жив. Позадина овог захтева: Ако Сједињене Државе буду уверене да су Сомозине снаге убиле Рафаела, биће одобрена претходно задржана велика пошиљка оружја Сомози; истовремено би побуњеници изгубили наду. Прајс сада мора да одлучи да ли ће одбити захтев и тиме индиректно подржати Сомозине трупе, или ће стати на страну побуњеника постављањем жељене фотографије. Мора да схвати да је неутралан став у овом грађанском рату немогућ и одлучује да подржи побуњенике тако што ће наизглед вратити мртвог Рафаела у живот уз помоћ своје камере. Да би то урадио, његово тело је огрнуто на столицу између других мушкараца, а новине са већ званично дистрибуираном вести о његовој смрти на насловној страни су притиснуте у њену руку. Слика је у свим новинама следећег дана, а снабдевање Сомозе америчког оружја је за сада обустављено.
Прајс је сада све више ухваћен у вртлог догађаја. Убрзо по повратку из побуњеничке базе, открива да су неки од побуњеника, као и потпуно неумешани људи, које је фотографисао на свом претходном путовању, идентификовани и убијени уз помоћ фотографија које је направио. Оутс, који је активно укључен у ове пуцњаве, јасно даје до знања да би, ако се појави на једној од ових фотографија са побуњеницима, пуцао и на њега. Коначно, Расел схвата да од Раселовог доласка, сумњиви агент француске тајне службе Марсел Џези потајно користи слике које је направио у својој хотелској соби да идентификује отпорнике. Ова спознаја потпуно разбија његову слику о себи као „неутралног посматрача”.
Убрзо након тога, Прајс и његов пријатељ Алекс Грејзијер наилазе на владину блокаду на путу. Иако је Грејзиер ненаоружан и може се идентификовати као страни репортер, војници га случајно упуцају. Прајс случајно фотографише убиство, тешко успева да побегне и од тада га владине трупе прогоне као сведока. Он успева да се отресе својих прогонитеља и телевизијској станици покаже филм са снимком кобних хитаца. Ово доноси слике након што је Сомоза претходно пожалио због смрти америчког новинара Грејзијера на конференцији за штампу и оптужио побуњенике за убиство. Прајсове слике су тако помогле у решавању Грејзијеровог убиства и разоткриле Сомозу као лажова америчкој јавности.
Отприлике у исто време, Сомоза је схватио да више не може да победи у сукобу у Никарагви и побегао је у Сједињене Државе да тамо нађе азил. Прајс и Клер су сведоци прославе победе побуњеника, где Оутс, непризнат, присуствује, намеравајући да напусти земљу првом приликом да би се борио негде другде, вероватно на Тајланду.